# قائمة منظمات الأمم المتحدة حسب الموقع

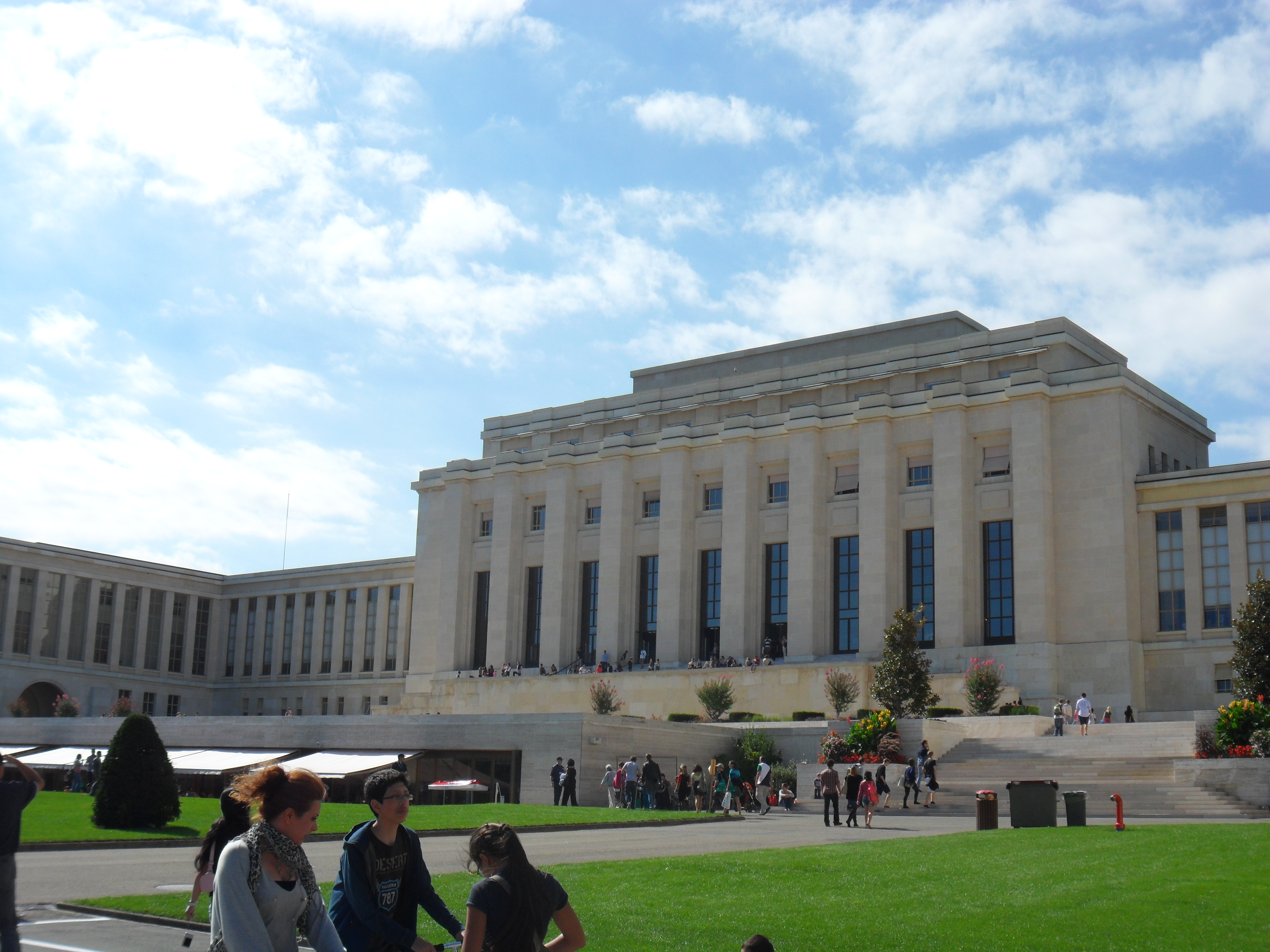
قصر الامم، مكتب الأمم المتحدة في جنيف (سويسرا) هو ثاني أهم مركز للأمم المتحدة بعد مقر الأمم المتحدة.

بينما يقع المقر الرئيسي للأمانة العامة للأمم المتحدة في مدينة نيويورك، يقع المقر الرئيسي للعديد من هيئاتها ووكالاتها المتخصصة والمنظمات ذات الصلة في أجزاء أخرى من العالم، لا سيما في أوروبا.

## المواقع

### أفريقيا
| الدولة  | المدينة    | المنظمات                                                                                               |
| ------- | ---------- | --- |
| كينيا   | نيروبي     | - برنامج الأمم المتحدة للبيئة - برنامج الأمم المتحدة للمستوطنات البشرية - مكتب الأمم المتحدة في نيروبي |
| إثيوبيا | أديس أبابا | - اللجنة الاقتصادية لأفريقيا                                                                           |
| تنزانيا | أروشا      | - المحكمة الجنائية الدولية لرواندا                                                                     |

### الأمريكتان
| الدولة              | المدينة       | المنظمات |
| ------------------- | ------------- | --- |
| كندا                | مونتريال      | - منظمة الطيران المدني الدولي - أمانة اتفاقية التنوع البيولوجي |
| تشيلي               | سانتياغو      | - مفوضية الأمم المتحدة الاقتصادية لأمريكا اللاتينية وجزر الكاريبي |
| كوستاريكا           | سيوداد كولون  | - جامعة السلام |
| جمهورية الدومينيكان | سانتو دومينغو | - معهد الأمم المتحدة الدولي للبحث والتدريب من أجل النهوض بالمرأة |
| جامايكا             | كينغستون      | - السلطة الدولية لقاع البحار |
| الولايات المتحدة    | مدينة نيويورك | - مجلس الأمن التابع للأمم المتحدة - اللجنة المشتركة بين الوكالات المعنية بالتنمية المستدامة السابقة - الشبكة المشتركة بين الوكالات المعنية بالمرأة والمساواة بين الجنسين - مجموعة العمل المشتركة بين الوكالات المعنية بالتقييم - لجنة الخدمة المدنية الدولية - فريق المراجعين الخارجيين لحسابات الأمم المتحدة والوكالات المتخصصة والوكالة الدولية للطاقة الذرية - مجلس مراجعي حسابات الأمم المتحدة - صندوق الأمم المتحدة لتنمية رأس المال - صندوق الأمم المتحدة للطفولة - فريق الأمم المتحدة للاتصالات - صندوق الأمم المتحدة الإنمائي للمرأة - مجموعة الأمم المتحدة للتنمية المستدامة - برنامج الأمم المتحدة الإنمائي - صندوق الأمم المتحدة للشراكات الدولية - فريق الأمم المتحدة العامل المعني بالمعلومات الجغرافية - فرقة العمل المعنية بتكنولوجيا المعلومات والاتصالات التابعة للأمم المتحدة - مدرسة الأمم المتحدة الدولية - الصندوق المشترك لموظفي الأمم المتحدة للتقاعد - دائرة الأمم المتحدة للإجراءات المتعلقة بالألغام - مكتب الأمم المتحدة لخدمة المشروعات - صندوق الأمم المتحدة للسكان - شبكة المنسقين المقيمين للأمم المتحدة - مجلس الرؤساء التنفيذيين لمنظومة الأمم المتحدة المعني بالتنسيق |
| الولايات المتحدة    | واشنطن        | - صندوق النقد الدولي - أطلس الأمم المتحدة للمحيطات - مجموعة البنك الدولي - البنك الدولي للإنشاء والتعمير - المركز الدولي لتسوية المنازعات الاستشارية - مؤسسة التنمية الدولية - مؤسسة التمويل الدولية - وكالة ضمان الاستثمار متعدد الأطراف |

### آسيا
| الدولة     | المدينة     | المنظمات                                                                                     |
| ---------- | ----------- | -------------------------------------------------------------------------------------------- |
| اليابان    | طوكيو       | - جامعة الأمم المتحدة                                                                        |
| الأردن     | عمان        | - وكالة الأمم المتحدة لإغاثة وتشغيل اللاجئين الفلسطينيين في الشرق الأدنى (مقرها في قطاع غزة) |
| لبنان      | بيروت       | - لجنة الأمم المتحدة الاقتصادية والاجتماعية لغرب آسيا                                        |
| ماليزيا    | كوالا لمبور | - المعهد الدولي لجامعة الأمم المتحدة للصحة العالمية                                          |
| الصين      | ماكاو       | - معهد جامعة الأمم المتحدة للحوسبة والمجتمع                                                  |
| تايلاند    | بانكوك      | - اللجنة الاقتصادية والاجتماعية لآسيا والمحيط الهادئ                                         |
| فيتنام     | هانوي       | - مدرسة الأمم المتحدة الدولية في هانوي                                                       |
| تركمانستان | عشق أباد    | - مركز الأمم المتحدة الإقليمي للدبلوماسية الوقائية لآسيا الوسطى                              |

### أوروبا
| الدولة          | المدينة  | المنظمات |
| --------------- | -------- | --- |
| النمسا          | فيينا    | - منظمة معاهدة الحظر الشامل للتجارب النووية - الوكالة الدولية للطاقة الذرية - مكتب الأمم المتحدة لشؤون الفضاء الخارجي - لجنة الأمم المتحدة للقانون التجاري الدولي - منظمة الأمم المتحدة للتنمية الصناعية - مكتب الأمم المتحدة في فيينا - مكتب الأمم المتحدة المعني بالمخدرات والجريمة - الإدارة البريدية للأمم المتحدة - لجنة الأمم المتحدة العلمية المعنية بآثار الإشعاع الذري |
| الدنمارك        | كوبنهاجن | - مكتب الأمم المتحدة لخدمة المشروعات |
| فنلندا          | هلسنكي   | - المعهد العالمي لجامعة الأمم المتحدة لبحوث اقتصاديات التنمية |
| فرنسا           | باريس    | - المعهد الدولي للتخطيط التربوي - منظمة الأمم المتحدة للتربية والعلم والثقافة |
| ألمانيا         | بون      | - اتفاقية حفظ أنواع الحيوانات البرية المهاجرة - اتفاقية الأمم المتحدة لمكافحة التصحر - اتفاقية الأمم المتحدة الإطارية بشأن التغير المناخي - متطوعي الأمم المتحدة - منصة الأمم المتحدة للمعلومات الفضائية لإدارة الكوارث والاستجابة لحالات الطوارئ - شبكة التطوع العالمية - معهد جامعة الأمم المتحدة للبيئة والأمن البشري |
| ألمانيا         | هامبورغ  | - المحكمة الدولية لقانون البحار |
| إيطاليا         | روما     | - منظمة الأغذية والزراعة - الصندوق الدولي للتنمية الزراعية - شبكة منظومة الأمم المتحدة للتنمية الريفية والأمن الغذائي - برنامج الأغذية العالمي |
| إيطاليا         | ترييستي  | - مركز عبد السلام الدولي للفيزياء النظرية - المركز الدولي للهندسة الوراثية والتقانات الحيوية - المركز الدولي للعلوم والتكنولوجيا الرفيعة |
| إيطاليا         | تورينو   | - معهد الأمم المتحدة الإقليمي لبحوث الجريمة والعدالة - مركز التدريب الدولي التابع لمنظمة العمل الدولية - كلية موظفي منظومة الأمم المتحدة |
| مالطا           | فاليتا   | - المعهد الدولي للشيخوخة |
| هولندا          | لاهاي    | - محكمة العدل الدولية - المحكمة الجنائية الدولية - المحكمة الجنائية الدولية ليوغوسلافيا السابقة - منظمة حظر الأسلحة الكيميائية (علاقة العمل مع الأمم المتحدة) |
| هولندا          | ماستريخت | - جامعة الأمم المتحدة - معهد ماستريخت للبحوث الاقتصادية والاجتماعية حول الابتكار والتكنولوجيا |
| النرويج         | أوسلو    | - قاعدة بيانات الموردين المشتركة للأمم المتحدة |
| إسبانيا         | مدريد    | - منظمة السياحة العالمية |
| إسبانيا         | برشلونة  | - معهد جامعة الأمم المتحدة للعولمة والثقافة والتنقل |
| السويد          | مالمو    | - الجامعة البحرية العالمية |
| سويسرا          | برن      | - الاتحاد البريدي العالمي |
| سويسرا          | جنيف     | - لجنة الأمم المتحدة الاقتصادية لأوروبا - البرنامج العالمي للعولمة والتحرير والتنمية البشرية المستدامة - اللجنة العليا للإدارة - اللجنة العليا للبرامج - المكتب الدولي للتربية - مركز الحوسبة الدولي - منظمة العمل الدولية - منظمة الهجرة الدولية - العقد الدولي للحد من الكوارث الطبيعية - الاتحاد الدولي للاتصالات - مركز التجارة الدولي - وحدة التفتيش المشتركة - الاجتماع المشترك بين الوكالات حول الترجمة والمصطلحات بمساعدة الحاسوب - برنامج الأمم المتحدة المشترك لفيروس نقص المناعة البشرية/الإيدز - مكتب الأمم المتحدة لتنسيق الشؤون الإنسانية - ريليف ويب - لجنة الأمم المتحدة للتعويضات - مؤتمر الأمم المتحدة للتجارة والتنمية - معهد الأمم المتحدة لبحوث نزع السلاح - معهد الأمم المتحدة للتدريب والبحث - برنامج خدمة الإتصال غير الحكومية للأمم المتحدة - مكتب الأمم المتحدة في جنيف - معهد الأمم المتحدة لبحوث التنمية الاجتماعية - اللجنة الدائمة للتغذية التابعة لمنظومة الأمم المتحدة - منظمة الصحة العالمية - المنظمة العالمية للملكية الفكرية - المنظمة العالمية للأرصاد الجوية - منظمة التجارة العالمية - المفوضية السامية للأمم المتحدة لحقوق الإنسان - المفوضية السامية للأمم المتحدة لشؤون اللاجئين |
| المملكة المتحدة | لندن     | - المنظمة البحرية الدولية |

## إحصائيات
| الموقع   | عدد العاملين في مكاتب الأمم المتحدة |
| -------- | ----------------------------------- |
| نيويورك  | 10٬000                              |
| جنيف     | 9٬800                               |
| نيروبي   | 4٬000                               |
| فيينا    | 4٬000                               |
| روما     | 3٬200                               |
| كوبنهاغن | 1٬350                               |

## روابط خارجية
- مكاتب الأمم المتحدة الرئيسية في جميع أنحاء العالم
- منظومة منظمات الأمم المتحدة